# Sotigena rictalis
Sotigena rictalis är en fjärilsart som beskrevs av Paul Dognin 1914. Sotigena rictalis ingår i släktet Sotigena och familjen nattflyn. Inga underarter finns listade i Catalogue of Life.